# フェラーリ・F60
フェラーリF60 (Ferrari F60) は、スクーデリア・フェラーリが2009年のF1世界選手権参戦用に開発したフォーミュラ1カーで、アルド・コスタが設計した。2009年の開幕戦から最終戦まで実戦投入された。フェラーリとしてのコードナンバーは660。

## 概要

### F60
F60は、「1950年のF1参戦開始から60年」を意味する。
2009年のレギュレーション改正により、空力デザインが様々な規制を受けることになった。フロントウイングとリヤウイングともに2008年シーズンを走ったF2008とはまったく違うデザインとなっている。フロントウイングは2段式のままで、アッパーエレメントは装着されているが、中央部分はエレメントが1枚のみに制限されているため、F2008のようなノーズとの接合は見られず、翼端板に接続されているのみである。また、ノーズが前方に大きく延長され、ウイングステーも、ノーズから大きくウイングに向かって前方に突き出している。リヤウイングはシンプルな2枚エレメントで、補強のためにリヤクラッシャブルストラクチャーからステーによっても支持されている。後に、レギュレーションで制限を受けていないリヤウイング中央部分にスリットを入れて、擬似的に3枚エレメントのウイングと同等の効果を持たせたものに交換されている。

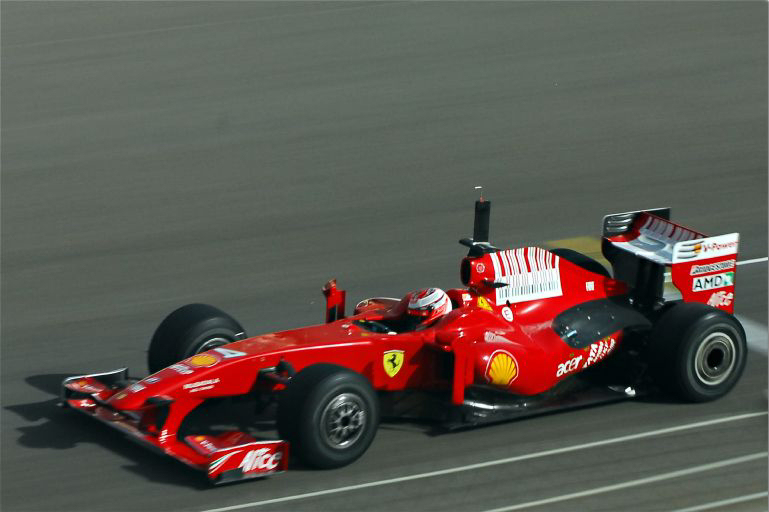
バーレーン・インターナショナル・サーキットでキミ・ライコネンがテスト走行をするF60

フロント周りは特にエアロダイナミクス面での制限が厳しいため、F2008まではサイドポンツーン上端からステーを伸ばしてミラーをつけていたが、F60ではサイドポンツーン外側にアンダーフロアから垂直にステーを伸ばす形となっている。そして、そのステーは複雑な形状を描き、ポッドフィンとして空力的に活かせるようにもなっている。サイドポンツーン前端にステーを装着するために、クラッシャブルストラクチャーを収めている部分であるインテークの車体側を除いて縁の部分が途中で一旦後退した形状となっている。その他にも、小さなバージボードも装着されている。このバージボードは厳しい規定の中で装着されているため、従来のマシンよりも小形である。
インダクションポッドは大型化され、正面から見ると縦長の楕円となった。

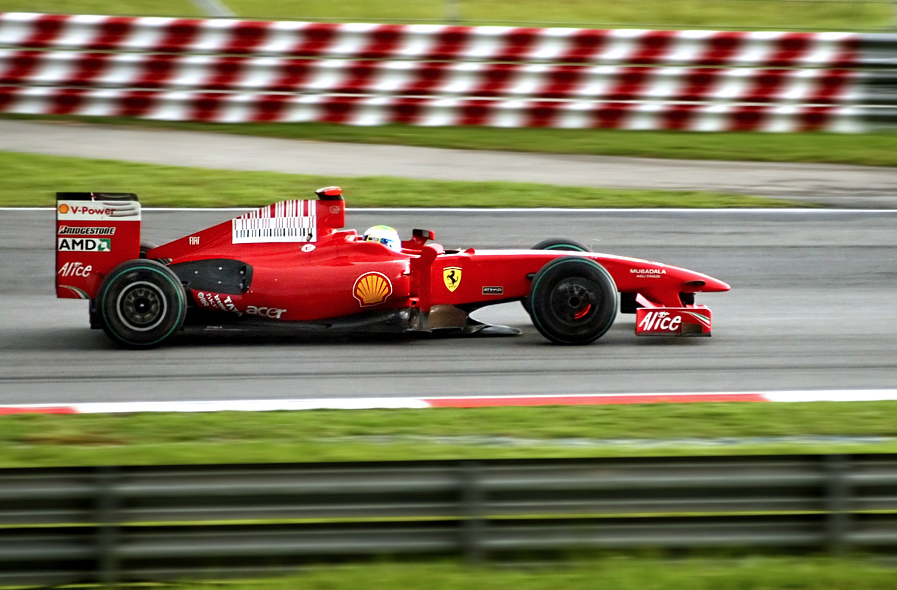
第2戦マレーシアGPでのF60

ウイングレットやチムニーといったパーツがなくなり、シャークフィンが廃止されたので、すっきりとしたリヤカウルとなっている。また、上方排気のためのカバーも完全になくなり、エギゾーストパイプが直接外にむき出しとなっていた。この部分が違法（ボディワークとして扱うことのできるエギゾーストパイプは使用禁止）であると他のチームから指摘されている。その指摘を受けてか、1月22日以降のムジェロテストではパイプが短くなっている。その後、様々なタイプのエギゾーストパイプがテストされた。
KERSはマニエッティ・マレリと共同開発したものがF60に搭載されているが、当初は開発の遅れから、開幕戦のオーストラリアGPから使用するかどうかは未定だった。結局、開幕戦からKERSを搭載することが発表された。
発表当日の1月12日に、レースドライバーであるフェリペ・マッサが、ムジェロサーキットでF60のシェイクダウンを行った。
また、この車からカラーリングが2007年モナコGPから2008年ブラジルGPまでのダークメタリックレッドから以前の明るい赤色に近いパールレッドに変更された。

### Bスペックの投入

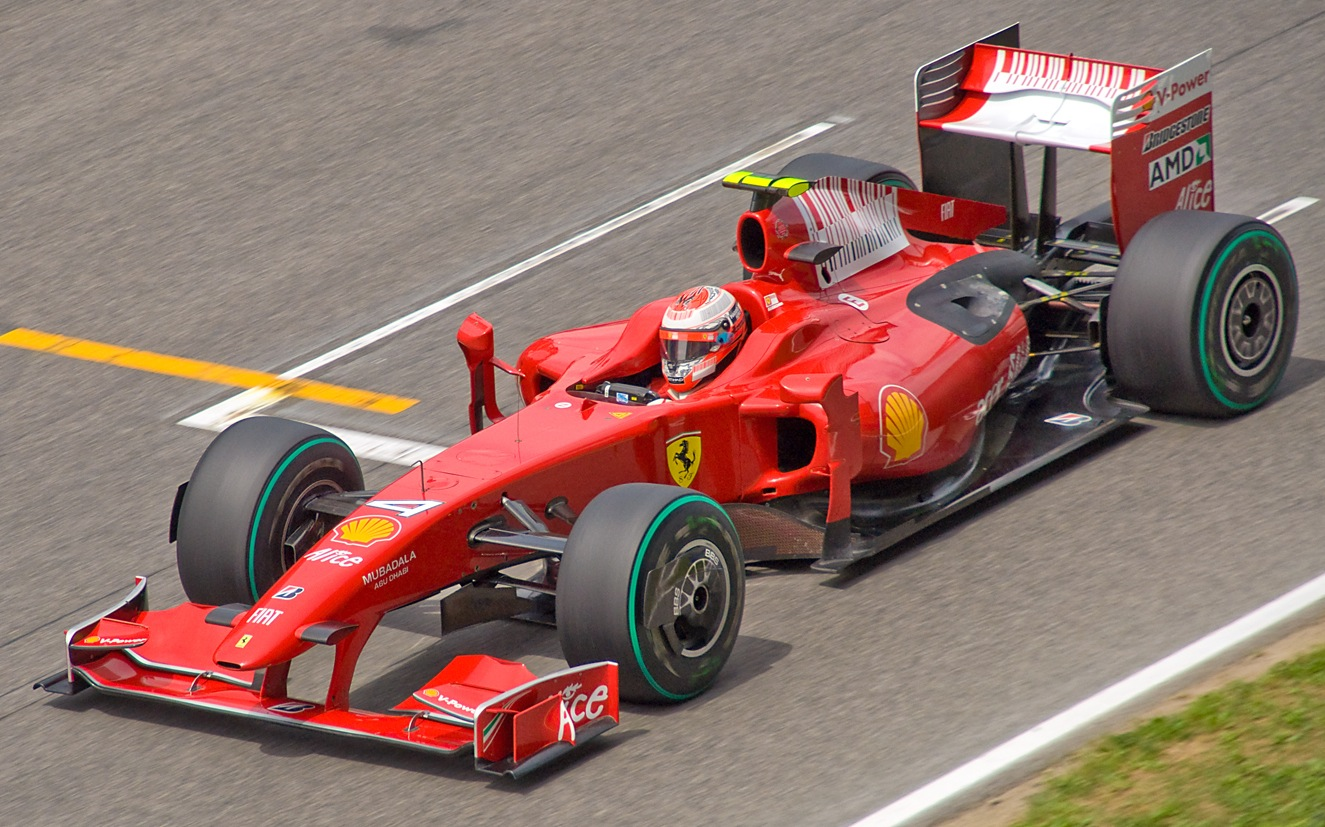
2009年スペインGPでのF60B
キミ・ライコネンがドライブ

ブラウンGPなどが採用しているダブルデッカーディフューザーを搭載し、6kg（15kgとも言われている）ほど軽量化されたシャーシを使用する改良バージョンである。イタリア・ヴァイラーノで5月1日にテストが行われ、第5戦スペインGPから投入された。
軽量化したモノコックは、まず、マッサよりも体格が大きいキミ・ライコネンのマシン（シャーシナンバー279）として投入された。スペインGPから第7戦トルコGPまでのマッサ車は、モノコックは従来と同じままにエアロダイナミクス面でのアップデートのみが施された。F60BもKERSは搭載している。第8戦イギリスGPから、マッサ車にも軽量化したF60Bのモノコック（シャーシナンバー277）が投入された。

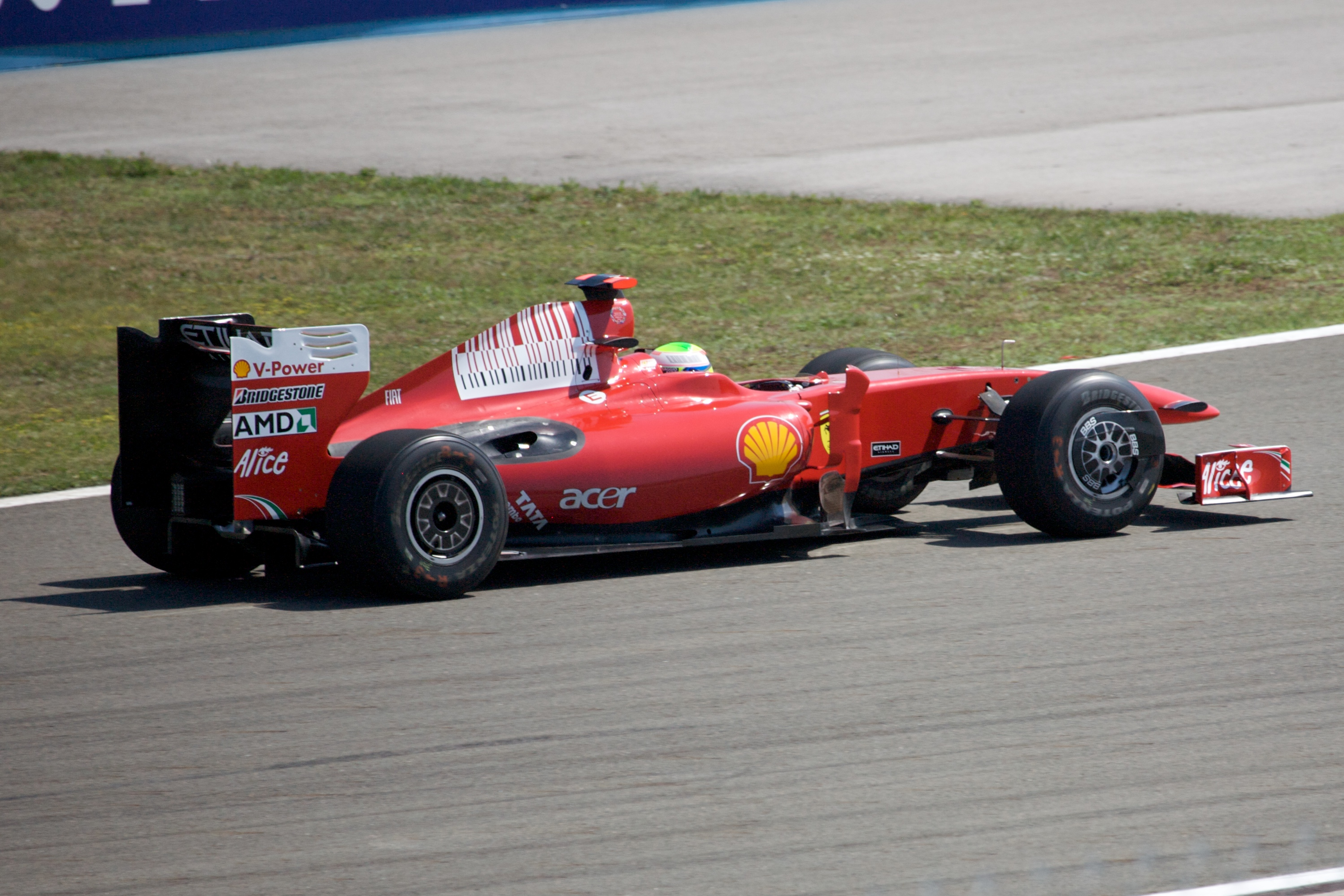
2009年トルコGPでのF60

F60からの変更点としては、フロントウイングの翼端部分が持ち上がったことと、フロントウイング翼端板の形状変化、サイドポンツーン形状見直し、エンジンカウルの形状変更、ダブルデッカーディフューザーの搭載があげられる。
フロントウイング翼端板はブラウン BGP001のような二重構造となっているほか、エンジンカウル後端（フィアットとマールボロストライプ〈バーコード〉）付近に細長いエアアウトレットが設けられ、エギゾーストパイプ周辺も再び形状が見直されている。このエンジンカウル後端のマールボロストライプ付近のエアアウトレットは、次戦の第6戦モナコGP以降は採用されていない。サイドポンツーン後端にもエアアウトレットが設けられ、ラジエターからの熱気などはここから排出される。
第7戦トルコGPではリヤウイング翼端板上方に切り欠きが設けられた。第8戦イギリスGPでは、マシンの重量配分をより前方に移動させ、フロントタイヤにグリップを増加させることを念頭に、フロントサスペンションの形状が見直され、ホイールベースを若干短縮した。また、軽量化したKERSも新たに投入された。

### KERS
第2戦マレーシアGPの金曜フリー走行では、KERSのトラブルによりライコネンのマシンのコクピット内が白煙に包まれ、ピットに戻ったライコネンがあわててマシンから飛び降りるという一幕があった。大雨の決勝レースでも絶縁体に浸水してKERSが故障した。続く第3戦中国グランプリでは搭載を控えたが、それ以外のレースではシーズン最終戦まで使用され続けた。
チーム代表のステファノ・ドメニカリは6月の時点でKERS導入が失敗だったと認め、KERSに費やした予算をマシン開発にまわしていれば結果は違っただろう、と語った。
他チームがKERSの搭載を取りやめ、第8戦イギリスGPではフェラーリ勢の2台だけとなってしまったが、マッサはKERSの使用を継続するだろうと述べた。F60のパッケージはKERS搭載を前提にしているためであるが、2011年以降KERSが必須の装備になることが決定的で実戦でのノウハウが必要だったためでもある。
第12戦ベルギーGPではライコネンが上り勾配のケメルストレートでKERSを有効に使ってジャンカルロ・フィジケラ（フォース・インディア）を抜き、そのままトップを守って優勝した。

## スペック

### シャーシ
- シャーシ名 F60(660)
- シャーシ構造 カーボンファイバー/ハニカムコンポジット複合構造モノコック
- ブレーキキャリパー ブレンボ
- ブレーキディスク・パッド ブレンボベンチレーテッド式カーボンファイバーディスクブレーキ
- サスペンション 前後プッシュロッドアクティブトーションバー・スプリング/ダブルウィッシュボーン
- ダンパー ザックス
- ホイール BBS
- タイヤ ブリヂストン
- ギアボックス 縦置きスリップディファレンシャル制御7速＋リバース1速クイックシフトセミオートマチック/カーボンファイバー製ケーシング
- KERS フェラーリ・マニエッティ・マレリ共同開発
- エレクトロニクス MES-マイクロソフト スタンダードECU
- シートベルト サベルト
- 重量 冷却水、潤滑油、ドライバーを含めて605kg

### エンジン
- エンジン名 Tipo056
- 気筒数・角度 V型8気筒・90度
- 排気量 2,398cc
- 最高回転数 18,000rpm（レギュレーションで規定）
- シリンダーブロック アルミニウム製
- バルブ数 32
- ピストンボア 98mm
- 重量 95kg
- スパークプラグ NGK
- 燃料 シェルULG-66L/2
- 潤滑油 シェル
- イグニッション マニエッティ・マレリ
- インジェクション マニエッティ・マレリ

## 2009年シーズン
2009年シーズン前半、KERSを搭載するチームは軒並み苦戦し、KERS非搭載組のブラウンGP、レッドブルが選手権をリードした。F60は開幕3戦ノーポイントに終わり、予選最終ラウンド (Q3) に進めないこともあった。チームはKERSの開発を継続しながら、ダブルデッカーディフューザーの導入にも追われた。
第10戦ハンガリーGPの予選では、前走車からの落下物がマッサのヘルメットを直撃。マッサは頭部の負傷により残りレースを欠場することになった。代役としてミハエル・シューマッハの現役復帰が話題になるが、コンディション不良により実現せず、ルカ・バドエル（2戦）、ジャンカルロ・フィジケラ（5戦）は1ポイントも獲得できなかった。第11戦ベルギーGPでライコネンが挙げた勝利で、16年連続のシーズン1勝以上という記録を保つことができたが、終盤戦はアップデートを止め、次モデルF10の開発に移行した。
ライコネンは「ドライブしづらかったけれど、2008年よりは2009年のマシンの方が好きだった」と述べ、「でもフィジケラは2戦の間に10歳も老けちゃったね!」と冗談を飛ばした。

### シャーシナンバー一覧
| No. | ドライバー | 1   | 2   | 3   | 4   | 5   | 6   | 7   | 8   | 9   | 10  | 11  | 12  | 13  | 14  | 15  | 16  | 17  |
| No. | ドライバー | AUS | MAL | CHN | BHR | ESP | MON | TUR | GBR | GER | HUN | EUR | BEL | ITA | SIN | JPN | BRA | ABU |
| --- | ---------- | --- | --- | --- | --- | --- | --- | --- | --- | --- | --- | --- | --- | --- | --- | --- | --- | --- |
| 3   | マッサ     | 275 | 275 | 275 | 275 | 275 | 276 | 276 | 277 | 277 | 277 |     |     |     |     |     |     |     |
| 3   | バドエル   |     |     |     |     |     |     |     |     |     |     | 280 | 280 |     |     |     |     |     |
| 3   | フィジケラ |     |     |     |     |     |     |     |     |     |     |     |     | 280 | 280 | 280 | 280 | 280 |
| 4   | ライコネン | 276 | 276 | 276 | 276 | 279 | 279 | 279 | 279 | 279 | 279 | 279 | 279 | 279 | 279 | 279 | 279 | 279 |

### 成績
| 年   | No. | ドライバー | 1   | 2   | 3   | 4   | 5   | 6   | 7   | 8   | 9   | 10  | 11  | 12  | 13  | 14  | 15  | 16  | 17  | ポイント | ランキング |
| 年   | No. | ドライバー | AUS | MAL | CHN | BHR | ESP | MON | TUR | GBR | GER | HUN | EUR | BEL | ITA | SIN | JPN | BRA | ABU | ポイント | ランキング |
| ---- | --- | ---------- | --- | --- | --- | --- | --- | --- | --- | --- | --- | --- | --- | --- | --- | --- | --- | --- | --- | -------- | ---------- |
| 2009 | 3   | マッサ     | Ret | 9   | Ret | 14  | 6   | 4   | 6   | 4   | 3   | DNS | INJ | INJ | INJ | INJ | INJ | INJ | INJ | 70       | 4位        |
| 2009 | 3   | バドエル   |     |     |     |     |     |     |     |     |     |     | 17  | 14  |     |     |     |     |     | 70       | 4位        |
| 2009 | 3   | フィジケラ |     |     |     |     |     |     |     |     |     |     |     |     | 9   | 13  | 12  | 10  | 16  | 70       | 4位        |
| 2009 | 4   | ライコネン | 16  | 14  | 10  | 6   | Ret | 3   | 9   | 8   | Ret | 2   | 3   | 1   | 3   | 10  | 4   | 6   | 12  | 70       | 4位        |

- 太字はポールポジション、斜字はファステストラップ、INJは負傷欠場。(key)
- 第2戦マレーシアGPは雨天で赤旗中断となり規定周回数の75％を満たさなかったため獲得ポイントは半分となる。